# UFC 215
UFC 215: Nunes vs. Shevchenko 2（ユーエフシー・ツーフィフティーン：ヌネス・バーサス・シェフチェンコ・ツー）は、アメリカ合衆国の総合格闘技団体「UFC」の大会の一つ。2017年9月9日、カナダ・アルバータ州エドモントンのロジャーズ・プレイスで開催された。

## 大会概要
本大会では、王者アマンダ・ヌネスと挑戦者ヴァレンティーナ・シェフチェンコによるUFC世界女子バンタム級タイトルマッチが行われ、ヌネスが判定勝利を収め2度目の王座防衛に成功した。
キャリア6戦全勝のアルジャン・ブラーがUFCデビュー。

## 試合結果

### アーリープレリム
第1試合 ライト級 5分3R
○  ケイジャン・ジョンソン vs.  アドリアーノ・マルチンス ×
3R 0:49 KO（右フック）
第2試合 ヘビー級 5分3R
○  アルジャン・ブラー vs.  ルイス・エンリケ ×
3R終了 判定3-0（29-28、29-28、29-28）

### プレリミナリーカード
第3試合 ライト級 5分3R
○  アレックス・ホワイト vs.  ミッチ・クラーク ×
2R 4:36 TKO（左ストレート→パウンド）
第4試合 フェザー級 5分3R
○  リック・グレン vs.  ギャビン・タッカー ×
3R終了 判定3-0（30-25、30-24、29-27）
第5試合 女子バンタム級 5分3R
○  サラ・モーラス vs.  アシュリー・エバンス＝スミス ×
1R 2:51 腕ひしぎ十字固め
第6試合 女子バンタム級 5分3R
○  ケトレン・ヴィエラ vs.  サラ・マクマン ×
2R 4:16 肩固め

### メインカード
第7試合 フェザー級 5分3R
○  ジェレミー・スティーブンス vs.  ギルバート・メレンデス ×
3R終了 判定3-0（30-26、30-26、30-25）
第8試合 ライトヘビー級 5分3R
○  イリル・ラティフィ vs.  タイソン・ペドロ ×
3R終了 判定3-0（29-28、29-28、30-27）
第9試合 フライ級 5分3R
○  ヘンリー・セフード vs.  ウィルソン・ヘイス ×
2R 0:25 TKO（右ストレート→パウンド）
第10試合 ウェルター級 5分3R
○  ハファエル・ドス・アンジョス vs.  ニール・マグニー ×
1R 3:43 肩固め
第11試合 UFC世界女子バンタム級タイトルマッチ 5分5R
○  アマンダ・ヌネス vs.  ヴァレンティーナ・シェフチェンコ ×
5R終了 判定2-1（47-48、48-47、48-47）
※ヌネスが2度目の王座防衛に成功。

### 各賞
ファイト・オブ・ザ・ナイト： ジェレミー・スティーブンス vs. ギルバート・メレンデス
パフォーマンス・オブ・ザ・ナイト： ハファエル・ドス・アンジョス、ヘンリー・セフード
各選手にはボーナスとして5万ドルが授与された。

### カード変更
負傷などによるカードの変更は以下の通り。